# NGC 570

NGC 570

NGC 570 في الفهرس العام الجديد، هي مجرة، تقع في كوكبة قيطس. اكتشفت في 31 أكتوبر 1867 بواسطة جورج ماري سيرل.

## روابط خارجية
- NGC 570 على موقع ويكي سكاي: DSS2, SDSS, GALEX, IRAS, Hydrogen α, X-Ray, Astrophoto, Sky Map, Articles and images